# Michael August Blume
Michael August Blume, né le 30 mai 1946 à South Bend aux États-Unis, est un prélat catholique américain et diplomate du Saint-Siège.

## Biographie
Michael August Blume entre à la congrégation missionnaire de la Société du Verbe-Divin, et est ordonné prêtre le 23 décembre 1972 à l'âge de vingt-six ans par Mgr Crowley, évêque auxiliaire de Fort Wayne-South Bend.
Le pape Benoît XVI le nomme le 24 août 2005 évêque titulaire d'Alexanum (de) et nonce apostolique au Bénin et au Togo. Le cardinal Angelo Sodano, secrétaire d'État, le consacre évêque le 30 septembre suivant. Les co-consécrateurs sont Mgr Henryk Hoser SAC, secrétaire assistant de la congrégation pour l'évangélisation des peuples et Mgr Leonardo Sandri, substitut du secrétaire d'État.
Il est nommé nonce apostolique en Ouganda (en), le 2 février 2013. Il y reste jusqu'au 4 juillet 2018 lorsqu'il est transféré à la nonciature apostolique en Hongrie. Le 31 décembre 2021, le pape François accepte sa démission pour raison d'âge.